# 港湾労働法
港湾労働法（こうわんろうどうほう、昭和63年5月17日法律第40号）は、港湾労働者の雇用の改善、能力の開発および向上に関する日本の法律である。旧・港湾労働法（昭和40年法律第120号）と置き換わる形で1988年（昭和63年）5月17日公布、1989年（昭和64年）1月1日施行。
港湾運送における輸送革新の進展等に伴う労働力の需給構造の変化等に即応しつつ、港湾運送に必要な労働力の確保に資するとともに、港湾労働者の雇用の安定その他福祉の増進を図るため、港湾労働者の雇用の改善、能力の開発及び向上に関する措置を講ずるとともに、厚生労働大臣が公益法人を港湾労働者雇用安定センターとして指定することができることとし、港湾労働者雇用安定センターが港湾運送の業務に関する労働者派遣の業務等を行うものとすることとしたものである（昭和63年12月23日発職242号）。

## 構成
- 第一章 総則（第1条・第2条）
- 第二章 港湾雇用安定等計画（第3条）
- 第三章 港湾労働者の雇用の改善、能力の開発及び向上等（第4条-第11条）
- 第四章 港湾労働者派遣事業（第12条-第27条）
- 第五章 港湾労働者雇用安定センター（第28条-第42条）
- 第六章 雑則（第43条-第47条）
- 第七章 罰則（第48条-第52条）
- 附則

## 目的・定義
この法律は、港湾労働者の雇用の改善、能力の開発及び向上等に関する措置を講ずることにより、港湾運送に必要な労働力の確保に資するとともに、港湾労働者の雇用の安定その他の港湾労働者の福祉の増進を図ることを目的とする（第1条）。
この法律において、次の各号に掲げる用語の意義は、以下による（第2条）。
- 港湾 - 政令で指定する港湾（その水域は、政令で定める区域とする。）をいう。
  - 法の適用の対象となる港湾は、港湾における荷役量、港湾労働者の数等を考慮して、国民経済上に占める港湾の重要性及び必要労働力の確保その他港湾労働者の雇用の安定等に関する特別の措置を実施する必要がともに高い港湾である東京、横浜、名古屋、大阪、神戸、及び関門の各港湾であること（施行令第1条、平成12年8月11日職発539号）。
- 港湾運送 - 港湾において行う行為であって、次のいずれかに該当するものをいう。
  1. 港湾運送事業法第2条1項に規定する港湾運送のうち、同項第2号から第5号までのいずれかに該当する行為
  2. 1．に規定する行為に準ずる行為であつて政令で定めるもの
- 事業主 - 次のいずれかに該当する者をいう。
  1. 港湾運送事業法第3条第1号から第4号までに規定する事業の事業主
  2. 前号2．に規定する行為を行う事業の事業主
- 港湾労働者 - 港湾運送の業務に従事する労働者をいう。ただし、船員職業安定法第6条1項に規定する船員を除く。
  - 「港湾労働者」とは、港湾運送の業務に直接従事する労働者のみを指すものであって、次に掲げる者は、港湾運送の事業に使用される労働者であっても、本法にいう「港湾労働者」には含まれないものであること（平成12年8月11日職発539号）。
    - 事務所に使用される事務又は技術の職員
    - 現場職員（作業全般の企画に関する事務、貨物の荷主からの受取り又は荷主への引渡し、荷役機械の保守管理の業務、事務所と作業場との連絡等の業務に従事する労働者）
- 港湾労働者派遣事業 - 事業主が港湾運送の業務について行う労働者派遣事業（労働者派遣事業の適正な運営の確保及び派遣労働者の保護等に関する法律第2条3号に規定する労働者派遣事業をいう。）であって、当該事業の業として行われる労働者派遣（同条第1号に規定する労働者派遣をいう。）の対象となる派遣労働者（同条第2号に規定する派遣労働者をいう。）が常時雇用される労働者のみであるものをいう。

## 港湾雇用安定等計画
厚生労働大臣は、港湾ごとに、港湾労働者の雇用の安定その他の港湾労働者の福祉の増進に関する計画（港湾雇用安定等計画）を策定するものとする（第3条1項）。厚生労働大臣は、港湾雇用安定等計画を策定しようとするときは、あらかじめ、労働政策審議会の意見を聴くほか、必要があると認めるときは、関係都道府県知事その他関係行政機関の意見を聴くものとする（第3条3項）。現在、「港湾雇用安定等計画」（平成31年3月29日厚生労働省告示第119号）が告示されている。
港湾雇用安定等計画に定める事項は、当該港湾における次の事項とする（第3条2項）。
1. 港湾労働者の雇用の動向に関する事項
2. 労働力の需給の調整の目標に関する事項
3. 港湾労働者の雇用の改善並びに能力の開発及び向上を促進するための方策に関する事項
4. 港湾労働者派遣事業の適正な運営を確保するための方策に関する事項

毎年11月21日から30日までを「港湾労働法遵守強化旬間」とし、港湾関係者の遵法意識の一層の高揚を図るとともに、港湾労働者からの申告に対する迅速な対応、現場パトロール及び立入検査の効果的な実施、雇用管理に関する勧告等により、違法就労の防止を図る。

## 関係者の責務
事業主は、募集、雇入れ及び配置を計画的に行うことその他の港湾労働者の雇用の改善に資する措置を講ずるとともに、港湾運送の業務の遂行に必要な能力を付与するための教育訓練を行うことにより、港湾労働者の安定した雇用の確保その他の港湾労働者の福祉の増進に努めなければならない（第4条1項）。事業主及びその団体は、港湾労働者の安定した雇用の確保その他の港湾労働者の福祉の増進に関し、相互に協力するように努めなければならない（第4条2項）。
国及び地方公共団体は、事業主及びその団体の自主的な努力を尊重しつつ、その実情に応じてこれらの者に対し必要な援助を行うこと等により、港湾労働者の雇用の安定その他の港湾労働者の福祉の増進に努めなければならない（第5条1項）。国及び独立行政法人高齢・障害・求職者雇用支援機構は、港湾労働者に対し事業主が行う教育訓練の円滑な実施に資するため、必要な職業訓練の効果的な実施について特別の配慮をするものとする（第5条2項）。
事業主は、次に掲げる事項を管理させるため、厚生労働省令で定めるところにより、雇用管理者を選任しなければならない（第6条1項）。事業主は、雇用管理者について、必要な研修を受けさせる等前項各号に掲げる事項を管理するための知識の習得及び向上を図るように努めなければならない（第6条2項）。
1. 港湾労働者の募集、雇入れ及び配置に関する事項
2. 港湾労働者の教育訓練に関する事項
3. その他港湾労働者の雇用管理に関する事項で厚生労働省令で定めるもの

公共職業安定所長は、当該港湾に係る港湾雇用安定等計画に定める事項に照らして、事業主が行う雇用管理について、その改善を図る必要があると認めたときは、当該事業主に対し必要な勧告をすることができる（第7条1項）。
事業主は、公共職業安定所の紹介を受けて雇い入れた者でなければ、日雇労働者（日々又は2月以内の期間を定めて雇用する労働者）として港湾運送の業務に従事させてはならない。ただし、公共職業安定所に日雇労働者に係る求人の申込みをしたにもかかわらず適格な求職者の紹介を受けることができない場合その他の厚生労働省令で定める理由がある場合は、この限りでない（直接雇用の禁止、第10条1項）。
- 港湾運送の業務に従事させる日雇労働者について公共職業安定所の紹介を受けることを原則とすることとしたのは、港湾運送の業務に係る日雇労働者の求人と求職とを公共職業安定所に集中させ、迅速かつ的確な需給調整を図るとともに、併せて、手配師等第三者による就労への違法な介入の排除を図ることとしたものであること（平成12年8月11日職発539号）。
- 「厚生労働省令で定める理由」とは次の理由であり（施行規則第8条）、これらの理由がある場合には、例外的に日雇労働者の直接雇用を行うことができる。事業主は、これらの理由によって公共職業安定所の紹介を受けないで日雇労働者を雇い入れようとするときは、事前に（天災その他やむを得ない理由がある場合には、当該理由がやんだ後直ちに）日雇労働者雇用届を公共職業安定所長に届け出なければならない（第10条2項、施行規則第9条）。
  - 公共職業安定所に日雇労働者に係る求人の申込みをしたにもかかわらず適格な求職者がいないためにその紹介を受けることができないこと。
  - 公共職業安定所に日雇労働者に係る求人の申込みをし、公共職業安定所から日雇労働者の紹介を受けたにもかかわらず、当該日雇労働者が正当な理由なく港湾運送の業務に就くことを拒み、又は当該事業主が正当な理由により当該日雇労働者の雇入れを拒んだ場合において、当該日雇労働者に代わる日雇労働者の紹介を受けることができないこと。
  - 天災その他やむを得ない理由により緊急に港湾運送の業務を行う必要がある場合において、公共職業安定所に日雇労働者に係る求人の申込みを行ういとまがないこと。
  - 天災その他避けることができない事故により、公共職業安定所に求人の申込みをすることができないこと。
  - 職業安定法第20条の規定により、公共職業安定所から日雇労働者の紹介を受けることができないこと。
  - 上記に掲げる理由に準ずる理由であって厚生労働大臣が定めるもの（以下の通り。平成12年8月11日職発第539号）
    - 常用労働者が病気、交通事故等のために港湾運送の業務に従事できなくなり、当該労働者に代わる労働者がいなければ当該業務の遂行が困難であること。
    - 港湾派遣元事業主から派遣された労働者又は公共職業安定所が紹介した日雇労働者が、病気、交通事故等のために業務に従事できなくなり、かつ、当該労働者に代わる日雇労働者に係る求人の申込みを公共職業安定所に行ういとまがないこと。
    - 業務の開始直前に、港湾労働者派遣による労働者派遣の役務の提供を受けることができないことが確認され、かつ、当該労働者派遣に代わる日雇労働者に係る求人の申込みを公共職業安定所に行ういとまがないこと。
    - 港湾派遣元事業主から派遣された労働者が業務の開始直前までに就労場所に到着せず、かつ、当該労働者に代わる日雇労働者に係る求人の申込みを公共職業安定所に行ういとまがないとき。
    - 公共職業安定所が紹介した日雇労働者が、業務の開始直前までに就労場所に到着しなかったこと。
    - 港湾派遣元事業主から派遣された労働者がその従事すべき業務について適格な労働者ではなく、かつ、当該労働者に代わる日雇労働者に係る求人の申込みを公共職業安定所に行ういとまがないこと。

## 港湾労働者雇用安定センター
厚生労働大臣は、港湾労働者の雇用の安定その他の港湾労働者の福祉の増進を図ることを目的とする一般社団法人又は一般財団法人であって、第30条に規定する業務に関し次に掲げる基準に適合すると認められるものを、その申請により、当該業務を行う者（港湾労働者雇用安定センター）として各港湾について、指定することができる（第28条1項）。
1. 業務の実施に関する計画が適正なものであり、かつ、その計画を確実に遂行するに足りる経理的及び技術的な基礎を有すると認められること。
2. 前号に定めるもののほか、業務の運営が適正かつ確実に行われ、港湾労働者の雇用の安定その他の港湾労働者の福祉の増進に資すると認められること。

港湾労働者雇用安定センターは、第28条1項の指定に係る港湾における港湾労働者又は事業主に関し、次に掲げる業務を行うものとする（第30条）。
1. 事業主に対し、港湾労働者の雇用管理に関する技術的事項について相談その他の援助を行うこと。
2. 港湾労働者に対する訓練を行うこと。
3. 港湾労働者派遣事業その他の港湾運送に必要な労働力の需給の調整に関する措置に係る情報の収集、整理及び提供を行うこと。
4. 港湾労働者派遣事業に係る労働者派遣契約の締結についてのあっせんを行うこと。
5. 第31条1項に規定する業務を行うこと。
6. 前各号に掲げるもののほか、港湾労働者の雇用の安定その他の港湾労働者の福祉の増進を図るための業務を行うこと。

厚生労働大臣は、港湾労働者雇用安定センターを指定したときは、港湾労働者雇用安定センターに雇用安定事業（雇用保険法第62条）のうち次の各号のいずれかに該当するものに係る業務の全部又は一部を行わせるものとする（第31条1項）。
1. 港湾労働者派遣事業の派遣労働者の雇用の安定に関する調査研究を行うこと。
2. 港湾労働者派遣事業の派遣労働者の雇用の安定を図るための措置について、事業主その他の関係者に対して相談その他の援助を行うこと。
3. 港湾労働者派遣事業の派遣労働者に対して、港湾労働者派遣事業に係る派遣就業について相談その他の援助を行うこと。
4. 雇用管理者及び読替え後の労働者派遣法第36条の規定により選任された派遣元責任者（港湾派遣元事業主が選任したものに限る。）に対する研修を行うこと。
5. 前各号に掲げるもののほか、港湾労働者派遣事業の派遣労働者の雇用の安定を図るために必要な事業を行うこと。